# ウニクム

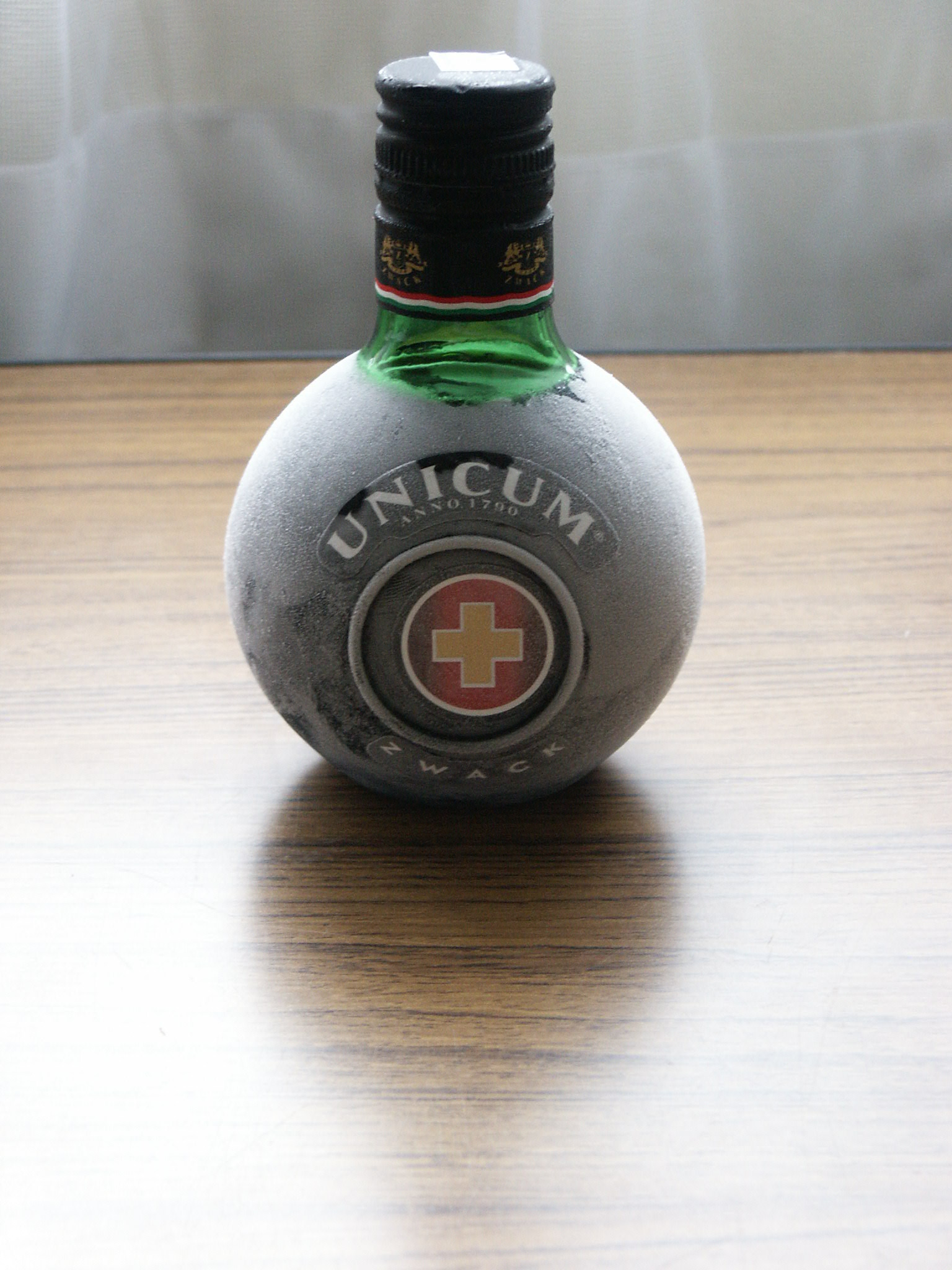
ウニクムの瓶

ウニクム (Unicum、発音 [ˈunikum]) はハンガリーで広く飲まれているハーブリキュールないしビターズで、食前酒および食後酒として楽しむのが普通である。ツヴァック社が40種以上のハーブを用いてオーク樽で熟成させる門外不出のレシピで作っている。元はハプスブルク家の侍医であったツヴァック・ヨージェフが1790年に皇帝ヨーゼフ2世のために作った健康酒であり、これを飲んだヨーゼフ2世が "Das ist ein Unikum!"（「これはユニークだ！」）と評したことから、ウニクムと名付けられたという。第二次世界大戦後にハンガリーが共産化すると、ツヴァック家は伝統のレシピが共産主義政権に渡らないようツヴァック・ヤーノシュとツヴァック・ペーテルの2人にレシピを託してアメリカに亡命させ、ハンガリーでは残った者が教えた偽のレシピで製造されていた。ツヴァック・ヤーノシュはアメリカに移住する際に、ミラノに住む家族ぐるみの友人に元のレシピによるウニクム製造を託していた。共産主義政権が崩壊すると、ツヴァック・ペーテルはハンガリーに帰国し、伝統のレシピによるウニクム製造を再開した。また、ツヴァック家は工場の経営権とブランドそのものも買い戻すことができた。 
ウニクムはハンガリーの国民的飲料の一つと考えられており、食前・食後に飲む他、飲み過ぎたときの締めの一杯にしたり、宿酔のときに飲んだりもする。ウニクムの工場では見学ツアーも催されており、ウニクムとウニクム・プラムの試飲をすることができる。 